# Primeira Batalha de Cárdenas
A Primeira Batalha de Cárdenas foi uma ação naval travada em 8 de maio de 1898 durante a Guerra Hispano-Americana. Uma força de três navios espanhóis tentou levantar o bloqueio de Cárdenas, mas foi repelida e enviada de volta ao porto por dois navios de guerra Marinha dos Estados Unidos.

## Antecedentes
Durante a Guerra Hispano-Americana, Cárdenas provou ser um dos redutos da Espanha, embora fosse considerado um porto menor. Quando a guerra foi declarada e a Marinha dos Estados Unidos iniciou o bloqueio a Cuba, três navios espanhóis ficaram presos no rio. Estas embarcações entraram em conflito com duas embarcações americanas em 27 de abril e na breve ação uma das embarcações espanholas foi danificada. No início de maio de 1898, o pequeno torpedeiro de 142 toneladas USS Winslow, sob o comando do Tenente John Bernadou, e a canhoneira USS Winslow bloquearam Cárdenas. Em 8 de maio, o USS Machias saiu do bloqueio para patrulhar, deixando o Winslow como o único navio americano em Cárdenas. Isso levou as canhoneiras espanholas a tentarem furar o bloqueio. O USS Winslow estava armado com três canhões de 1 libra de tiro rápido e três de 18 polegadas (457mm) tubos de torpedo com uma tripulação de vinte oficiais e tropa. O Machias era uma canhoneira muito maior, armada com oito canhões de 4 polegadas, quatro canhões de 6 libras e quatro canhões de 1 libra. O Machias tinha uma tripulação de cerca de 150 homens e oficiais. Ela participou apenas dos últimos minutos de luta.
As forças espanholas incluíam o Antonio López, o Alerta e o Ligeria. Todos armados com um canhão de tiro rápido de 6 libras cada e contavam com uma tripulação em média de vinte homens. A guarnição espanhola de Cárdenas tripulava duas baterias costeiras, uma era uma bateria de pedra ocupada por alguns canhões e artilheiros, a outra estava equipada com pelo menos três peças de campanha e cerca de 100 soldados de infantaria com fuzis de longo alcance, mas nenhuma dessas forças foi capaz de lutar já que a batalha foi travada fora de seu alcance. As forças americanas também suspeitavam que os espanhóis haviam colocado um campo minado marítimo ao redor do porto, com apenas uma avenida para entrar ou sair do porto. Uma bóia foi colocada além do campo minado que marcava até que ponto as canhoneiras espanholas poderiam disparar. As forças navais espanholas estavam sob o comando do Tenente Antonio Pérez Rendón.

## Batalha

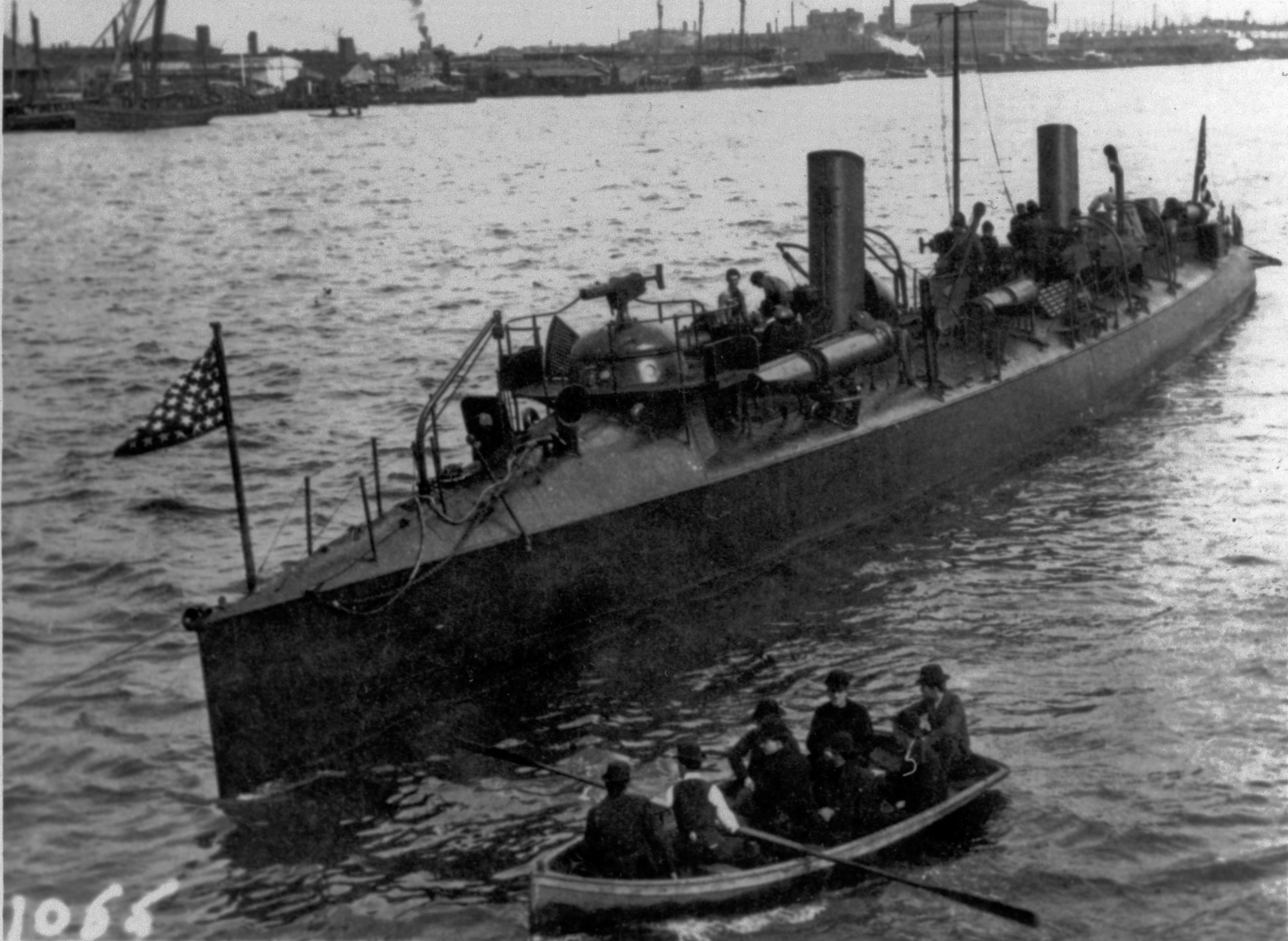
O USS Winslow.

Quando o Machias partiu para o leste para sua patrulha, algumas horas depois o Winslow avistou muita atividade no porto espanhol, então Bardanou dirigiu seu navio em direção a Cárdenas. Vendo o Winslow sozinho, as três canhoneiras espanholas fizeram uma surtida e dirigiram-se ao navio americano. O Tenente Rendón sinalizou para seus homens e eles abriram fogo com seus três canhões combinados enquanto o Winslow passava pela bóia a uma distância de cerca de um quilômetro. Em vez de fugir como suspeitavam os espanhóis, o Tenente John Bernadou virou seu navio na direção do esquadrão atacante e abriu fogo com os dois canhões de proa do Winslow. Esses canhões de 1 libra de tiro rápido funcionaram extremamente bem, de acordo com relatos, tiro após tiro foram alinhados e atingiram os navios espanhóis que estavam posicionados próximos uns dos outros. Um duelo continuou por mais alguns minutos até que o Winslow chegou mais perto, o Tenente Bernadou conseguiu manobrar seu navio de modo que seus dois canhões de proa disparassem e atingissem todos os três navios espanhóis ao mesmo tempo. Após cerca de quarenta minutos de combate, as três canhoneiras se dispersaram e rumaram para o porto.
Os artilheiros americanos continuaram atirando e durante a retirada da canhoneira Antonio López foi atingido quando se aproximava de sua zona de segurança sob as baterias. O tiro atingiu a popa do casco e explodiu dentro da embarcação. O Antonio López parou e ficou incapacitado, mas continuou atirando com seus canhões de 6 libras. Uma das outras canhoneiras veio em seu socorro e prendeu um cabo de reboque ao Antonio López e começou a puxá-lo para um local seguro. Ao ouvir o som de tiros, o Machias se virou e voltou para Cárdenas e chegou no momento em que a luta estava chegando ao fim. A uma distância de três quilômetros, o Machias abriu fogo com seus canhões de 4 polegadas. Dois tiros foram disparados, mas nenhum deles acertou, porém os espanhóis pararam de atirar e se concentraram na fuga. Entrando na avenida segura através do suposto campo minado, os americanos não puderam seguir as três canhoneiras. Mais tarde, foi descoberto, em 11 de maio, que ou não havia minas marítimas em Cárdenas ou as forças da Marinha dos Estados Unidos simplesmente não conseguiram localizá-las.

## Consequências
As baterias costeiras nunca foram acionadas porque os americanos não chegaram ao seu alcance efetivo. O USS Winslow não foi atingido durante a batalha devido ao seu comandante, que constantemente mantinha o navio em um ritmo acelerado. Além disso, o mar estava agitado naquele dia, então a maior parte do fogo foi supostamente selvagem porque seus navios balançavam muito para frente e para trás. As baixas espanholas são desconhecidas, embora as três canhoneiras tenham sofrido danos, uma delas aparentemente paralisante. Mais de setenta e cinco obuses foram disparados pelas forças americanas em um combate que durou apenas cerca de cinquenta minutos. Nos relatos da batalha, o Tenente Bernadou é creditado por sua bravura em atacar uma força inimiga superior, embora sua vitória tenha sido ofuscada alguns dias depois, em 11 de maio de 1898, quando a mais importante Segunda Batalha de Cárdenas foi travada. Mais uma vez Bernadou foi reconhecido pela bravura na batalha e foi elogiado e promovido.

### Ordem de batalha
Estados Unidos
- Canhoneira
  - USS Machias
- Torpedeira
  - USS Winslow

Espanha
- Canhoneiras
  - Ligera
  - Alerta
- Rebocador armado
  - Antonio López